# Primno abyssalis
Primno abyssalis is een vlokreeftensoort uit de familie van de Phrosinidae. De wetenschappelijke naam van de soort is voor het eerst geldig gepubliceerd in 1968 door Bowman.